# Щури, або Нічна мафія
«Щури, або Нічна мафія» (рос. «Крысы, или Ночная мафия») — радянський художній фільм-бойовик, знятий в 1991 році.

## Сюжет
Віктор Разлогов, колишній вихованець дитячого будинку, відсидівши термін за звичайну вуличну бійку, вирішує повернутися в рідне місто і починає працювати таксистом. Незабаром герой дізнається від товаришів по службі, що таксопарк став об'єктом рекету з боку місцевої мафії. Ще гірше те, що бандити намагаються встановити свої порядки на підприємстві, а це призводить до конфліктів з адміністрацією і нерідко до загибелі самих таксистів. Новачок вступає в нерівну сутичку з рекетирами, прекрасно розуміючи, що це дуже небезпечно і у нього мало шансів на перемогу. Але важке дитинство і в'язниця загартували його характер, і тому Разлогов вирішує йти до кінця.
Віктор неодноразово піддається шантажу з боку Лисого — рекетира, який став коханцем Ніни — коханої дівчини Віктора. Інші ж рекетири теж недолюблюють Разлогова за відмову співпрацювати з ними. Під час одного з рейсів він навіть піддався нальоту із проведеною за ним підставою з боку рекетирів (коли Віктор віз до пологового будинку чоловіка з вагітною дружиною, на нього напали рекетири і зімітували його «пияцтво за кермом», вливши йому в рот горілки, поки той був без свідомості). Однак за Віктора заступається його напарник Іван Петрович, який став його названим батьком.
В результаті нерівної сутички з рекетирами герой виходить переможцем.

## У ролях
- Мартіньш Вілсонс —  Віктор Іванович Разлогов, таксист, колишній вихованець дитячого будинку
- Іван Рижов —  Іван Петрович, напарник Віктора і його названий батько
- Наталія Поліщук —  Ніна, дівчина Віктора
- Олександр Яковлєв —  «Шеф», ватажок злочинного угруповання
- Іон Аракелов —  «Рембо», член злочинного угруповання
- Сергій Сілкін —  «Качок», член злочинного угруповання
- Юрій Саранцев —  полковник міліції
- Паул Буткевич —  «Лисий», мафіозі
- Петро Вишневський —  «Балерина», рекетир, член злочинного угруповання

## Знімальна група
- Режисери-постановник — Євген Васильєв, Юрій Музика
- Сценарист — Євген Васильєв
- Оператори-постановники — Євген Анісімов, Юрій Степанов
- Композитор — Євген Геворгян
- Художник-постановник — Федір Лупашко